# Anthophora olgae
Anthophora olgae är en biart som beskrevs av Fedtschenko 1875. Anthophora olgae ingår i släktet pälsbin, och familjen långtungebin. Inga underarter finns listade i Catalogue of Life.